# П'єр Абеляр
П'єр Абеляр рідше Абелар (фр. Pierre Abailard/Abélard, лат. Petrus Abaelardus, 1079, біля м. Нант — 21 квітня 1142) — французький богослов, філософ-схоласт і поет. Працював над питаннями логіки і теології. Автор «Історії моїх страждань».

## Біографія

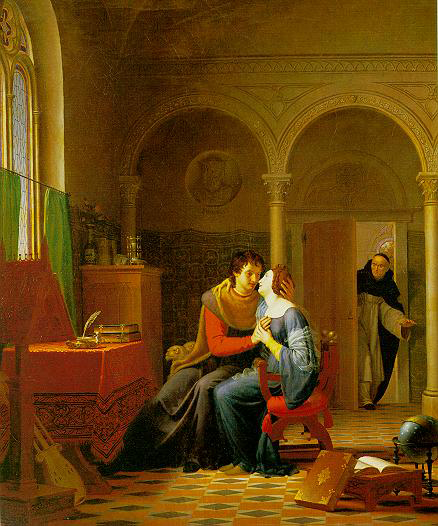
Абеляр і Елоїза. Картина

Абеляр народився в 1079 році біля міста Нант у Бретані. Освіту здобув в Паризькій кафедральній школі. В юності він учився у двох найвидатніших інтелектуалів того часу: Іоана Росцеліна і Гійома де Шампо.
Після конфлікту з останнім та перед тим, як керувати школою при Соборі Паризької Богоматері, він викладав у паризьких школах у Мелюні, Корбелі та Сен-Женев'єві. У 1117 році йому довелося залишити соборну школу через скандал, пов'язаний з його романом із власною ученицею Елоїзою. За наказом наставника Елоїзи Абеляра кастрували, після цього обидва коханці здійснили постриження. Розлука з Елоїзою і переїзд до монастиря збільшили літературну продуктивність Абеляра і поступово скерували його інтереси в бік теології та етики. Відкритий конфлікт з церковною ієрархією призвів до засудження його роботи на Соборі в Суасоні в 1121 році. Наступного року він заснував власну школу в Куінсі, а в 1127 став абатом у монастирі в Бретані. Після декількох неспокійних років, у 1132 році він повернувся до Парижа, де продовжив викладацьку діяльність. Але в 1141 році на Санському соборі його вчення було засуджено знову, а самого Абеляра було відлучено від церкви. Цей вирок був знятий у 1142 році, незадовго до смерті філософа.

## Вчення
П'єр Абеляр за життя здобув популярність як блискучий полеміст, що мав безліч учнів і послідовників. Пізніше історик церкви Марі-Домінік Шеню назве Абеляра «першою людиною Нового часу». Основні твори: «Так і ні», «Діалектика», «Введення в теологію», «Пізнай самого себе», «Історія моїх страждань» (єдина середньовічна автобіографія філософа-професіонала).
П'єр Абеляр раціоналізував відносини віри і розуму, вважаючи обов'язковою умовою віри розуміння («розумію, щоб вірити»). Початковими принципами критики П'єром Абеляром авторитетів церкви виступали сумнів у безумовній істинності положень віри і теза про необхідність осмисленого відношення до священних текстів (оскільки «богослови часто вчать того, чого самі не розуміють»). Радикальному сумніву Абеляр піддавав будь-які тексти, окрім непогрішимої Біблії: можуть помилятися навіть апостоли і батьки церкви.
Відповідно до концепції «двох істин», П'єр Абеляр вважав, що в компетенцію віри входять думки про невидимі речі, що не доступні людським відчуттям і, отже, розташовані за межами реального світу. Безумовність авторитету Священного Писання в рішенні спірних питань не виключає можливість і навіть необхідність існування іншого способу досягнення істини, який П'єр Абеляр бачить у діалектиці або логіці як науці про мову. Розвиваючи свій метод, він підкреслював, що логіка має справу тільки з іменами і мовними поняттями; на відміну від метафізики логіку цікавить не істина речей, а істина вислову. У цьому сенсі філософія П'єра Абеляра є переважно критичним лінгвістичним аналізом. Ця особливість зумовила рішення П'єром Абеляром проблеми універсалій у дусі «концептуалізму». Універсалії, за Абеляром, не існують в реальності як одиничні речі, проте вони знаходять статус буття у сфері інтелектуального пізнання, утворюючи свого роду третій — «концептуальний» — світ. (Абеляр не відкидав існування платонівських ідей: на його думку, не існуючи в реальності, вони існують в божественній думці як зразки творіння.) У процесі пізнання людина розглядає різні аспекти індивідуалій і шляхом абстрагування створює змішаний образ, який виражається назвою, словом, яке, за Абеляром, має не тільки фізичне звучання (vox), але також і певне мовне значення (sermo). Універсалії виконують функцію предиката (присудка, здатного визначити багато речей) в наших думках про одиничні речі (індивідуалії), причому саме контекстуальна визначеність дозволяє виявити універсальний зміст, поміщений у назві. Слова, проте, можуть мати безліч значень, тому можлива контекстуальна двозначність (determinatio), яка зумовлює і внутрішню суперечність християнських текстів. Суперечливі і сумнівні місця вимагають аналізу їхньої мови за допомогою діалектики. У разі неусувної багатозначності слова або вислову Абеляр пропонував звертатися у пошуках істини до Священного Писання. П'єр Абеляр розглядав логіку як необхідний елемент християнського віровчення, апелюючи за доказом до Євангелія від Івана: «На початку було слово (Logos)». При цьому він протиставляв діалектику софістиці, яка займається лише «хитросплетінням слів», скоріше затемнюючи, чим відкриваючи істину. Метод Абеляра припускає виявлення суперечностей, їх класифікацію з питань і ретельний логічний аналіз кожного з них. Вище всього Абеляр-діалектик цінував самостійність думки, вільне і критичне відношення до будь-яких авторитетів (окрім Священного Писання). Розкриваючи суперечність християнського догматизму, Абеляр часто давав тлумачення, відмінне від загальноприйнятого, що спричиняло негативну реакцію католицьких ортодоксів (учення Абеляра було двічі засуджено церквою на соборах у Суассоні і Сансі). Абеляр проголошував принцип віротерпимості, пояснюючи розбіжності у віровченнях тим, що Бог направляв язичників до істини іншим шляхом, тому в будь-якому ученні міститься елемент істини.
Етичні погляди Абеляра характеризуються прагненням вирішувати питання моралі без релігійного диктату. Суть гріха він визначає як свідому згоду зробити зло, переступити Божий закон, оскільки вибір належного і неналежного є результатом раціонального осмислення і моральної оцінки.

### Логіка
Без сумніву найважливішим джерелом для логічної теорії Абеляра стало вчення Аристотеля, викладене у творах «Про тлумачення» та в меншій степені — у «Категоріях», а також коментарі до них у Боеція. Абеляр використовує так зване тлумачення цих робот «in voce», що є, можна сказати, лінгвістичною інтерпретацією. Виправданим предметом логічної теорії він вважає саму мову, а не те, що вона описує. Коли Аристотель говорить про загальні терміни у висловлюванні: «Кожна людина є твариною», він не є точним щодо того, чи є ці терміни словами («людина», «тварина») або ж загальними термінами (універсаліями), яким відповідають ці слова («людськість», «тваринність»). Цей пункт викликає багато дискусій у його коментаторів. Абеляр визначає свою позицію, притримуючись, де можливо, підходу «in voce».
Логік вивчає слова не як пусті звучання, а як звучання, у які вкладений певний семантичний зміст. Слово, яке розглядається, Абеляр називає значенням «sermo». Значення тримається на фізичному звучанні («vox») так само, як статуя тримається на камені, з якого її було вирізано; про статую можна казати речі, які цілком не пов'язані з якостями каменю. Властивості значення, таким чином, часто відрізняються від властивостей фізичного звучання. Певне, найцікавішим для логіків є питання, чи можуть загальні терміни досягати загальності у їх значенні. Як «людина» може відноситись до всіх людей і до кожної окремої людини? Якщо керуватися підходом in voce, то відповідь на питання буде посилатися на загальне «людськість». Абеляр надає загальності чисто семантичного значення, основна робота якого зроблена за допомогою уявлення думки та розуміння («intellectulus»), які слово утворює в розумі слухача. «Intellectus» здатен приблизно запам'ятовувати деталі речей, які він уявляє, а тому і мати загальну уяву цих речей. «Людина» досягає загальності у відношенні до всіх людей, утворюючи «intellectus», відірваний від індивідуалізованих деталей; він не стосується жодної конкретної людини, і одночасно стосується всіх. Так виникає загальність слова.
На наступному етапі логічного аналізу увага приділяється процесу злиття слів у судження. Основним у цьому процесі є функція дієслова. Слідуючи за Аристотелем, Абеляр визначає дієслово як ознаку чогось, що було сказано чимось іншим. Так воно дарує завершеність усьому судженню, не будучи часткою його складових слів або фраз. Абеляр розвиває цей пункт, проводячи розрізнення між функцією та змістом судження. Той самий зміст може бути сказаний ствердно («Сократ біжить»), питально («Чи Сократ біжить?») і спонукально («Я наказую, щоб Сократ біг») і так далі, залежно від певної конфігурації дієслова. Тут однаковий зміст піддається різним трактовкам, і Абеляр знаходить корисним виділення цього як окремого семантичного компоненту судження. Він називає це диктумом.
Поняття диктуму залишається незавершеною роботою. Абеляр визнає важливість його існування, проте так і не дає йому точного визначення. Він визначає його, як щось, що не є intellesctus у зв'язку із судженням, і щось, що не є речами, позначеними термінами судження. Точно Абеляр стверджує лише те, что диктум не є річчю взагалі. Він описує диктум, як причину головних семантичних особливостей судження: істинності і хибності, можливості і необхідності, та його протилежності іншим судженням. Диктум є тим, що стверджує ствердне судження, і якщо це судження є істинним, то диктум є те, що робить його істинним. Те, що Абеляр має тут на увазі, можливо, наближається за значенням до таких сучасних понять, як «факт» або «стан речей», особливо до тих, що сприймаються, як щось причинно похідне і неіснуюче.
Такий аналіз змісту суджень пробуджує подальше розуміння.
(а) Абеляр змушений продумати заново граматику таких безособових зворотів, як «Можливо, що…», «Істинно, що…» і «Добре, що…», де пусте місце заповнюється складовою, що виражає диктум («що Сократ біжить»). З першого погляду здається, що частина-диктум тут є суб'єктом, в той час як «можливо», «істинно» та «добре» є предикатами; але нам вже відомо, що диктум не є річчю, і складова речення не може виповняти його функцію. Тому Абеляр намагається віднайти новий спосіб аналізу безособового звороту, який би встановив відповідні терміни до суб'єкта та предиката.
(б) Розуміння того, що заперечення стосується судження як такого, а не тільки предиката, полегшується розбором того змісту судження, якому відповідає стверджувальна функція. У такому разі негація розглядається як відношення до стверджувальної функції, а не до жодної з частин змісту. Так Абеляр уможливлює розрізнення між «Це не той випадок, коли S є P» та «S не є P». Перший варіант він правильно розглядає, як належну форму заперечення.
(с) Модальні висловлювання можуть бути виражені як безособові звороти («Можливо, що…» та «Необхідно, щоб…»). У такому вигляді вони є проблематичними та потребують переформулювання. «Можливо, що S є P» можна легко переформулювати в «S можливо є P», ці дві форми представляють, відповідно, модальності «de sensu» (або «de dicto» — за сказаним) та «de re» (за фактом). Такий підхід до безособових зворотів робить Абеляра критичнішим до важливості їх розрізнення в цілому, і ця критичність проливає світло на весь його підхід до модальної теорії.
Останній етап логічного аналізу включає вивчення зразків виводів як таких. Якщо Абелярова трактовка силогічної логіки виявляє небагато проникливості та новизни формулювань, то в його опрацюванні умовних виразів («Якщо…то…») ми знаходимо помітні нововведення. Він оспорює, що логічне слідування в умовних виразах є таким же очевидним, як і в стандартних силогізмах. У силогізмах логічне слідування виводу із засновків випливає з факту, що зміст виводу уже міститься у засновках; аналогічно, в умовних виразах логічне слідування консеквенту з антецеденту випливає з факту, що зміст консеквенту вже міститься в антецеденті. У силогізмах це слідування показано звертанням до формальних ознак суджень як таких. В умовних виразах — до відношення між термінами антецедента і консеквента як такого роду відношення, що основує слідування. Наприклад: «Якщо це людина, тоді це тварина». Той факт, що антецедент містить в собі консеквент, є очевидним у відношенні між людиною та твариною; це відношення видів, оскільки людина є видом тварини. Віднайдення цього відношення є достатнім, щоб продемонструвати слідування. Абеляр робить спробу віднайти інші види відношення між термінами («topics»), які аналогічно демонструють слідування в умовних виразах. Його спроба класифікувати ці топіки у систематичну теорію була однією з найскладніших філософських задач, за які він брався.

### Метафізика
На Абелярове вчення з метафізики вплинули як «Категорії» Аристотеля, так і його власне поглиблення у доктрину християнства. Тим не менш, його характерна метафізична інтуїція народжується не з цих джерел. Ця інтуїція прагне підкреслити індивідуальність речей, що існують, та виступити проти будь-якого теоретичного підходу, що надає подвійного сенсу потребам індивідуальності.
Цей теоретичний напрям виникає всупереч пануванню протилежної позиції, що зараз називають «матеріально-сутнісним реалізмом». Прибічники цієї позиції не приймали трактовку логіки Аристотеля «in voce», а замість цього інтерпретували загальні терміни в «Кожна людина є твариною» як універсальні «людськість» та «тваринність». Боецій каже про ці універсалії, що вони присутні як ціле в індивідуальних речах, і в кожній таким чином, щоб зробити її тим, що вона є. Так само тваринність є в багатьох тваринах, а відрізняються вони одна від одної лише різними акциденціями. Постійні нападки на цю теорію займали центральне місце в кар'єрі Абеляра. Індивідуальні тварини не можуть належним чином відрізнятися одна від одної, якщо в основі вони всі — та ж сама тварина, а саме так воно б і було, якщо слідувати Боеція. І якщо б акциденції справді відрізняли субстанції одна від одної, метафізично вони мали б бути попередніми до останніх, а це б не мало сенсу, враховуючи утверджене розуміння відношення акциденцій до субстанцій. Таким чином матеріально-сутнісний реалізм був повністю відхилений.
Ми вже знаємо, чим є загальні терміни для Абеляра. Вони є просто словами. І ми знаємо, як вони працюють. Вони вказують на класи, оскільки можуть застосовуватися абстрагованим інтелектом до всіх елементів класу. Тут немає потреби посилатися на єдину форму, спільну для всіх елементів. Для тварин загальним є не тваринність, універсалія, а лише буття твариною, що Абеляр називає «status» — стан, в якому перебуває річ. Ключовим у цьому понятті є те, що речі можна порівнювати, не звертаючись до пошуку спільної форми, і таке порівняння дозволяє одному й тому ж абстрагованому інтелекту бути застосованим до множинності речей.
Абеляр описує матеріальні об'єкти як поєднання матерії та форми, але при цьому форми будь-яких об'єктів не є спільними із формами інших об'єктів. Форма кожного об'єкту є індивідуальною: одна тваринність для однієї тварини, інша — для іншої. Фактично, ці форми є лише впорядкуванням матерії в об'єкті. Вони мають цілковито матеріальну основу. Те, як матерія розподіляється по об'єктах, для Абеляра є важливою метафізичною проблемою. Відповідь він знаходить у своєму поясненні відношення часткового до цілого, в чому полягають основні принципи мереології. Неподільні цілі — це граничний стан для індивідуальних фізичних об'єктів. Подільні ж цілі є дещо складнішими. Деякі з них — це просто множинності, чиї частини розсіяні в просторі. Деякі ж мають частини, які знаходяться на близькій відстані одна від одної, але не є впорядкованими. Інші ж мають частини, які є і розташованими близько, і впорядкованими. Головною задачею для Абеляра було визначити відмінність частин останнього виду; він стверджує, що розміщення цих частин у впорядкуванні і привносить екзистенцію в ціле.
У вченні Абеляра зібрані й інші особливості матеріального світу, більша частина яких є відповіддю на Арістотелеві «Категорії». Це природа відношень, часу, простору, змін і т. д. Але теологічні інтереси Абеляра зосереджують його увагу на таких нематеріальних сутностях, як душа та Бог. Душі тварин є матеріальними, і вони помирають разом із тілом. Душі людей не є матеріальними, як, власне, і форми, тому що безглуздо було б казати, що будь-яка форма може мати безумство, гнів або знання, хоча це було б цілком прийнятно щодо душі. Звичайно, якщо б душа була формою у поєднанні форми і матерії, вона була б подібна іншим формам у такому поєднанні і мала б чисто матеріальну основу. Але людські душі метафізично відрізняються від матеріального порядку світу, і тому можуть підтримувати думку, незалежно від тіла. Таким чином теологічна концепція людей існує бік у бік із матеріальною концепцією світу.
Абелярові теологічні погляди є суто детерміністичними: Бог може робити тільки те, що він робить, і тільки так і тоді, як він це робить. Так само він обмежений і у речах, які він не робить. Це представлено як наслідок божественної всеблагості. Божественні дії і недіяння завжди є найкращими поміж інших альтернатив дій і недіянь, жодна з яких не може бути краще, або навіть такою ж доброю. Фактично, Бог ніколи і не мав вибирати із двох рівних варіантів, тому що таких для нього не існувало. Причиною цього, імовірно, є те, що його всеблагість ніколи не дозволяла йому піти шляхом зіткнення будь-яких рівних за значенням альтернатив; на його шляху немає жодних моральних розвилин, тут кожне благо є найкращим і протистоїть іншим альтернативам. Це означає, що існує причина для всього, що робить або не робить Бог, і що світ є продуктом повністю спричинених діянь та недіянь, а значить є детерміністичним. Звичайно, в цьому світі існує дозвіл на людську свободу, оскільки людська душа відділена від матеріального. Люди можуть бути вільними, навіть якщо Бог таким не є. Але чи це не піддає сумнівності божественну гідність? Абеляр стверджує, що ні. Бути вільним — це як їсти, гуляти та грішити — не ті якості, що ми очікуємо від божественного, і, тим паче, не ті якості, які компрометують божественність Бога.

### Етика
На Абелярове вчення з етики вплинули етика стоїків та християнська теологія.
Характерною його рисою є верховенство згоди на дію (або інтенції) над самою дією. Особливе значення для внутрішнього життя віруючого має чистота думок, що лежать в основі його дій — це типово для патристики. Абеляр робить із цього логічний висновок, що гріх не прибільшується і не применшується, якщо за гріховною згодою слідує гріховна дія. Дія як така є гріховною тільки тому, що породжується згодою на гріх. Але як ми розуміємо, чи гріховною є ця згода? Ми не дізнаємося цього з попередніх пороків чи бажань до того часу, як всупереч своїм порокам та бажанням, не прийдемо до іншої, гідної (похвальної), згоди.
Деякі коментатори вважали, що Абеляр не залишив жодного орієнтиру у визначенні гріховної згоди. Проте насправді він робить таке зауваження: згода є гріховною, коли вона виражає позицію презирства («contemptus») до Бога. Це відбувається тоді, коли згода сформована у зневазі до Божих законів. Щоб дати згоду таким чином людина має знати, якими є Божі закони, але ця необхідність може здаватися сумнівною, зважаючи, що в язичницьких культурах люди не знають християнського Одкровення. Але в Абеляра концепція Божих законів є досить широкою. Вона включає як Старий Закон Старого Заповіту, так і Новий Закон Нового Заповіту, а також багато самоочевидних настанов природного права, таких як заборона вбивства, брехні, перелюбства тощо. Ці настанови наявні і як пункти Старого чи Нового Законів, і існують незалежно у змісті християнського Одкровення. Язичницькі мислителі безсумнівно мали доступ до таких настанов, що засвідчено в їхніх писаннях. Освоєння їх не потребує особливих інтелектуальних зусиль, для цього достатньо мати свідомість. Таким чином колективний інстинкт отримує доступ до очевидних істин, але не лише істин природного права. Люди в цілому мають цей інстинкт, так що їх презирство у зневазі до природного права і є прикладом презирства до Бога. Тому це презирство є гріхом. Ті люди, які почерпнули корисне із Одкровення і мають доступ до того, що Абеляр називає «позитивним правом» — спочатку Старого Закону, а тепер Нового, — мають набагато більше можливостей розпізнати згоду на таке презирство.
Основним поняттям етичної системи Абеляра є поняття милосердя («caritas»), що означає любов до Бога заради свого власного блага, блага оточуючих та блага самого Бога. Якщо це поняття відображає стан усієї душі, то воно становить головну чесноту. Якщо гріх є презирством до Бога, то звичка творити діяння у любові до Бога, має захищати людину від гріха. Абеляр схвалює минулі підходи до теорії чеснот, де спочатку треба розпізнати головні чесноти, а потім побудувати їх на основі справедливості. Він робить так само, лише замінюючи язичницьку головну чесноту — справедливість — на милосердя. Воно є основним засобом досягти гідної згоди, і найважливіше — воно є кінцем людської боротьби, найвищим благом для людей. Небесною нагородою за це є видіння райського блаженства. Розрізнення гідної згоди від райської винагороди, до якої вона веде, може здатися інтуїтивною задачею, проте, за Абеляром, і згоди, і нагорода ведуть до того ж самого: любові до Бога (так само, як гріховні згоди і ад призводять до ненависті до Бога). Строго кажучи, рай навіть і не є винагородою. Він досягається шляхом збереження милосердя у внутрішньому житті людини.

## Переклади українською
- Абеляр П., «Історія моїх страждань». — Львів: Літопис, 2004. — 136 c.